# Paradelphomyia nimbicolor
Paradelphomyia nimbicolor là một loài ruồi trong họ Limoniidae. Chúng phân bố ở miền Cổ bắc.